# Mörkvingad trumpetare
Mörkvingad trumpetare (Psophia viridis) är en fågel i familjen trumpetare inom ordningen tran- och rallfåglar.

## Utseende och läte
Mörkvingad trumpetare är en medelstor (45–52 cm) trumpetare med relativt mörk fjäderdräkt. Nominatformen är svart på huvud, hals, undersida och vingar, med kraftig purpurglans på hals och yttre vingtäckare. Manteln är mörkgrön, nerför ryggen och på inre delen av vingen mer bjärt färgad. Näbb och fötter är gröna till olivgröna. Övriga populationer har mindre inslag av purpurglans (obscura endast mininalt) samt har brun mantel som övergår mot olivgrönt eller mörkgrönt (obscura).

## Utbredning och systematik
Mörkvingad trumpetare förekommer i Brasilien söder om Amazonfloden. Den delas upp i fyra distinkta underarter:
- Psophia viridis viridis – mellan Rio Madeira och Rio Tapajós
- Psophia viridis dextralis – mellan Rio Tapajós och Rio Xingu
- Psophia viridis interjecta – mellan Rio Xingu och Rio Tocantins
- Psophia viridis obscura – nordöstra Pará öster om Rio Tocantins

Underarten interjecta inkluderas ofta i dextralis.
Efter genetiska studier delar IUCN och Birdlife International upp underarterna till tre egna arter: Psophia dextralis inklusive interjecta, P. obscura och P. viridis i begränsad mening.

## Status
Internationella naturvårdsunionen IUCN bedömer hotstatus för olika populationer av arten enligt följande: 
- viridis som sårbar[3]
- dextralis (inklusive interjecta) som starkt hotad[6]
- obscura som akut hotad[7].